# Madinat al-Zahira
Ne doit pas être confondu avec Madinat al-Zahra.
Madinat al-Zâhira, « la ville resplendissante », fut la résidence cordouane d'Almanzor, vizir de Hicham II et de ses fils qui gouvernèrent le califat de Cordoue de 978 à 1009. 
La ville construite à l'est de Cordoue chercha à supplanter l'autorité du calife en créant une concurrente à Madinat al-Zahra, ville palatine du calife à l'ouest de Cordoue. La ville est fortifiée en vue d'un soulèvement ou d'une attaque du Calife. Construite vers 975, elle porte en germe la guerre civile andalouse qui conduit à sa destruction en 1011, puis à la chute du califat en 1031.
La ville n'a pas été retrouvée, même si des hypothèses sérieuses sur sa localisation ont émergé.

## Sources
La ville est connue par les écrits, notamment dans Al-Bayan de Ibn Idhari et des éléments sont également disséminés dans l’œuvre d'autres auteurs comme celle d'Al Ramadi ou de Ibn Hazm, Le Collier de la colombe.

## Fondation
Dès qu'il commença à gouverner au nom du calife Hichâm, en 978, al-Mansûr fit commencer la construction d'un palais magnifique un peu à l'est de Cordoue, sur le Guadalquivir. Il voulait à la fois afficher sa grandeur, garantir sa sécurité et se poser en rival du Calife. D’après la tradition, les travaux, grandioses, progressèrent très vite et dès 981, il y était installé. Par son nom et par sa situation, le lieu était le pendant de Madînat al-Zahra, la résidence du calife à l'ouest de la capitale. Les dates données correspondent à celle de la tradition, se référant en général au chroniqueur et poète andalou Al-Fath ibn Khaqan, et repris par des auteurs médiévaux ultérieurs, mais elle est remise en cause par les études contemporaines qui avancent qu'Almansor aurait transformé des bâtiments existants.
Almenzor prenant clairement le pouvoir sur le Calife, il construisit dans l'urgence un palais fortifié en prenant compte des risques de confrontation. Le palais aurait été construit là où un présage indiquait que la ville qui serait construite sur ce lieu serait le centre de tout le pouvoir et perdrait la dynastie Omeyade. D’après Laura Bariana, le palais était fortifié et l'essentiel des bâtiments administratifs étaient volontairement à l’extérieur de l'enceinte et qui abritait Al Manzor, ses valets, et ses troupes. La forteresse était de petite dimension. Dans la biographie d'Almanzor, Laura Bariana parle d'une petite ville « une vraie forteresse avec des tours et des miradors » où on ne pouvait accéder que depuis la muraille opposée à Cordoue pour renforcer son image d'imprenabilité. À l'instar des ouvrages défensifs de cette époque, la cité ne possédait probablement qu'une porte à l'Est, la « porte de la Victoire » à laquelle Almanzor aurait fait suspendre la tête coupée de Galib, général qui s'était associé aux Castillans et aux Navarrais pour freiner la dérive autoritaire de celui qui était son allié. 
Madinat al-Zahira était également conçue pour impressionner les dignitaires étrangers qui y sont reçus en lieu et place des palais califaux. Près de la porte se trouvait la mosquée qu'Almanzor a vainement essayé de faire considérer comme la principale de Cordoue en 981. La ville est décrite par les chroniques ultérieures comme d'un raffinement et d'une opulence supérieurs à Madinat al Zahra, faite « de colonnes transparentes comme de l’eau et sveltes comme des cous de jeunes filles, des sièges de marbre blancs et luisants comme du camphre parfumé et des bassins avec des fontaines en forme de lions ».

## Population
Almanzor fit d'abord venir sa famille : épouses, enfants et parents proches avec tous leurs serviteurs mais il y avait aussi nombre d'ouvriers, d'artisans et d'artistes qui continuaient à œuvrer sur place. Comme le hâjib voulait faire du lieu le centre de son pouvoir, un grand nombre de fonctionnaires civils et religieux emménagèrent dans les environs pour profiter des privilèges immobiliers offerts par leur maître. La ville étant fortifiée, beaucoup de soldats y furent également encasernés. Des marchands attirés par cette richesse créèrent vite des bazars dans les environs immédiats de la résidence où l'on voyait encore des poètes par dizaines.

## Destruction
À la dynastie des Califes répondait une dynastie des Émirs, dirigée depuis Al Zahira par les fils d'Almanzor. Le pouvoir Omeyyade comprenait bien que pour reprendre le contrôle, il fallait s'attaquer à son bastion symbolique. Selon une chronique postérieure, Muhammad Al Mahdi ordonna le 15 février 1009 la destruction « de la cité, de faire tomber les murs, d'arracher les portes de démanteler ses palais et d'effacer ses traces ». La ville fut envahie par le peuple cordouan. Absolument tous les biens meubles furent pillés tandis que les bâtiments, monuments, fontaines ou remparts étaient mis en pièces avec acharnement. Rien ne devait rester pour rappeler l'éphémère dynastie amiride ; tout fut rasé et abandonné dans ce qui sonne comme un prémisse de la guerre civile en al-Andalus (1011-1031).
Les chroniqueurs arabes parlent d'un pillage de trois jours qui aurait permis de récupérer un trésor hallucinant : 1 500 000 pièces d'or, et 2 100 000 pièces d'argent, avant que le souverain n'ordonne la destruction complète et l'incendie des ruines du palais le 19 février 1009. Par ailleurs, Ibn Hayyan indique qu'en 1023 un de ses préfets occupe Al Zahira, laissant penser que la ville n'a pas disparu aussi rapidement qu'indiqué par les chroniques, mais qu'elle a plutôt souffert une lente ruine durant la guerre civile, et comme son alter ego al Zahra, subit une spolia en règle de la part des pouvoirs ultérieurs.

## Survivance
Au-delà de la citadelle proprement dite, Medinat Al Zahira fut dotée d'une muraille, d'une mosquée, et tout comme son alter égo Medinat Al Zahra, ce nouveau lieu de pouvoir fut l'occasion de construire d'importants quartiers qui joignaient Cordoue avec chacune des villes palatines. Les quartiers occidentaux (en direction de Medinat Al Zahra) disparurent entre le XIe et le XIIe siècle à la faveur d'un dépeuplement brutal, probablement à la faveur des destructions et ravages de la conquête de la ville par les Almohades en 1162 et qui emporta les restes de Medinat Alzhara.
À l'Est de Courdoue, ces quartiers survécurent encore plus tard encore. La mosquée de Medinat al Zahira est une œuvres directement issue du règne d'Almanzor. Elle est encore mentionnée entière durant le règne Almohade. Le poète andalousi Ibn al-Abbar explique que le soufi Abou Al-Qasim, mort en 1182, prêchait dans cette mosquée, dans un quartier habité de la ville.

## Localisation
La cité fait l'objet de recherches incessantes depuis Sánchez de Feria en 1772, les recherches modernes sont orientées selon les informations ci-dessous. Au moins 21 localisations ont fait l'objet d'études approfondies, mais l'approche scientifique ne prévaut que depuis les années 1950. Plusieurs parmi les plus anciennes, avant les années 1970, ont fait l'objet de fouilles comme celles qui permirent de mettre au jour munyat al-Rummaniya (1910) ou l'importante campagne de 1963. Les localisations de la décennie 2010-2020 se concentrent sur deux zones majeures : un méandre du Guadalquivir à l'Est de Cordoue sur, et une seconde zone encore plus à l'Est sur un ancien méandre du fleuve.  
On sait que la cité fut construite à l'Est de Cordoue en remontant le Guadalquivir, de telle façon à ne laisser qu'une porte à l'Est et obliger une éventuelle révolte cordouane à contourner la moitié des murailles pour entrer dans la ville. On sait également que la porte de Cordoue la plus proche est celle de Las Trabas (Bab al Sikal), et qu'al Zahira est sur un promontoire dominant le paysage alentour. Un des arguments en faveur d'Almanzor lorsqu'il voulut faire considérer la mosquée dans Al zahira comme habilitée à faire le tagmǐ, en plus de la mosquée principale de Cordoue, a été la distance importante entre les deux mosquées. Cette distance fut alors évaluée à un parasange, soit 5,6 km. Enfin, les écrits de cette époque - de nature poétique ou politique - indiquent qu'il faut suivre des chemins et franchir plusieurs ponts pour arriver à ville palatine, ce qui implique que sa localisation soit au sud [sud-est] de la ville où coulent plusieurs affluents du Guadalquivir, mais ces éléments sont compliqués par les déplacements du lit du fleuve au cours du millénaire, dans la zone sud-est de la ville particulièrement marécageuse
Aucune campagne de recherche officielle n'a été lancée depuis les années 1970, même si plusieurs hypothèses existent pour sa localisation, notamment autour des positions 37° 52′ 33″ N, 4° 44′ 25″ O et 37° 52′ 43″ N, 4° 44′ 41″ O, de part et d'autre du fleuve, sur un terrain d'à peine 300 m2 où des artefacts du Califat de très grande qualité ont été découverts et conservés au musée de Cordoue, desservie par un grand nombre de chemins de cette époque, et où ont été localisés trois restes de ponts, quantité surprenante pour de simples champs,. La cité n'a pas été redécouverte. D'autres zones ont été proposées, notamment le parc industriel Las Quemadas où ont été localisés une grande quantité de remblais contenant des matériaux de l'époque califale de grande qualité mais que certains attribuent à des fortifications wisigothiques. Ce site a été enfoui dans le béton lors de la construction d'un bâtiment moderne en 1974
La seule pièce matérielle attribuée de façon certaine à Madinat Al Zahira est une vasque d'ablutions de marbre, brisée, retrouvée à Séville et exposée au musée archéologique de Madrid et où est inscrit un texte indiquant qu'elle a été créée pour le palais de al-Zahira, par al-Mansur et qu'elle a été terminée en 987-988,. Il existe de fortes présomptions sur l'origine d'une seconde pile d'ablutions de marbre blanc conservée à Marrakech. De période Califale, les quelques inscriptions qui sont conservée mentionnent le siècle de Hégire (300) et le nom du commanditaire : Abd al-Malik, hayib (vizir) de Hisham II, fils d'Almanzor au pouvoir entre 991 et 1008 : « [...] trois-cent [ans de l'hégire], au nom de Dieu ! Bénédiction de Dieu. Victoire et secours divan au Hayib [qualificatifs]  Abu Marwan Abd al-Malik ibn Abi Amir […], ceci fait partie de ce qu'il ordonna de faire […] ». 
Malgré l’extrême importance qu'occupe Al Zahira dans l'histoire d'Al Andalus, qui en rompant l'ordre établi provoque une guerre civile à l'origine de la chute du Califat, « les données exposées [...] manquent cependant de la consistance nécessaire pour qu'Al Zahira transcende sa dimension vague et abstraite pour se faire plus tangible »